# Dicranomyia basilewskyana
Dicranomyia basilewskyana är en tvåvingeart som först beskrevs av Alexander 1977.  Dicranomyia basilewskyana ingår i släktet Dicranomyia och familjen småharkrankar. Inga underarter finns listade i Catalogue of Life.